# Loree Moore
Loree Marlowe Moore (ur. 21 marca 1983 w Carson) – amerykańska koszykarka, występująca na pozycji rozgrywającej, reprezentantka kraju, po zakończeniu kariery zawodniczej trenerka koszykarska.
Jako zawodniczka szkoły średniej zdobywał dwukrotnie mistrzostwo stanu Kalifornia oraz kraju podczas USA Today National Championships.
W 2001 została wybrana do I składu WBCA All-American. Wystąpiła też w meczu gwiazd amerykańskich szkół średnich - WBCA High School All-America Game, gdzie zdobyła tytuł MVP.
Jej starszy brat – Brian Hunter grał w baseball, w Major League Baseball.

## Osiągnięcia
Na podstawie, o ile nie zaznaczono inaczej.
NCAA
- Wicemistrzyni NCAA (2003, 2004)
- Uczestniczka rozgrywek NCAA Final Four (2002–2005)
- Mistrzyni:
  - turnieju konferencji Southeastern (SEC – 2005)
  - sezonu regularnego SEC (2002–2004)

WNBA
- Zaliczona do II składu defensywnego WNBA (2007)

Drużynowe
- Wicemistrzyni NWBL (2006)
- Brąz EuroCup (2012)

Indywidualne
- Liderka w przechwytach ligi:
  - Eurocup (2012)
  - tureckiej (2007)[4]
  - rosyjskiej (2009, 2011)[5]

Reprezentacja
- Mistrzyni:
  - turnieju FIBA Diamond Ball (2008)
  - Ameryki U–18 (2000)
- Wicemistrzyni:
  - Światowej Ligi FIBA (2007)
  - igrzysk panamerykańskich (2003)
  - turnieju Good Luck Beijing (2008)
- Brązowa medalistka mistrzostw świata U–19 (2001)
- Uczestniczka tras:
  - USA Basketball College Tour (2007)[6]
  - po Hiszpanii (2008)
  - po Włoszech (2007)
  - po Australii (2007)